# География на Испания
Испания е държава, разположена в Югозападна Европа, заемаща около 83% от площта на Пиренейския полуостров. Освен континенталната ѝ част в състава ѝ се включват още: Балеарските острови в Средиземно море, Канарските острови в Атлантическия океан, малки пространства от Северна Африка (градовете Сеута и Мелиля) и островите Велес де ла Гомера, Алусемас и Чафаринас край мароканското крайбрежие.

## Географско положение, граници, големина, брегова линия
В съвременните си граници Испания има площ 504 840 km² и се нарежда на трето място в Европа след Украйна и Франция. Морските граници на страната са 5664 km, в т.ч. с Атлантическия океан – 2234 km, със Средиземно море – 1670 km. Балеарските острови имат дължина на бреговата линия 620 km, Канарските острови – 1140 km. На север Испания граничи с Франция (623 km) и Андора (63,7 km), на запад с Португалия (1214 km) и на юг с Мароко (15,9 km, чрез Сеута 6,3 km и Мелиля 9,6 km и британското владение Гибралтар (1,2 km). Общата дължина на сухоземните граници е 1917,8 км. Максималната дължина на страната от запад на изток е приблизително 1000 km, а от север на юг – 840 km..
Територията на Испания, заедно с островити се простира между 28° и 44°с.ш. и между 18°з.д. и 4°и.д. Крайните точки на страната са следните:
- крайна северна точка – (43°47′29″ с. ш. 7°41′20″ з. д. / 43.791389° с. ш. 7.688889° з. д.), нос Естака де Барес на брега на Атлантическия океан.
- крайна южна точка – континентална (36°00′00″ с. ш. 5°36′40″ з. д. / 36° с. ш. 5.611111° з. д.), нос Тарифа, на Гебралтарския проток; островна (27°38′16″ с. ш. 17°59′12″ з. д. / 27.637778° с. ш. 17.986667° з. д.), остров Йеро от Канарските острови.
- крайна западна точка – континентална (43°03′20″ с. ш. 9°17′58″ з. д. / 43.055556° с. ш. 9.299444° з. д.), нос Торинянн на брега на Атлантическия океан; островна (27°42′59″ с. ш. 18°09′39″ з. д. / 27.716389° с. ш. 18.160833° з. д.), нос Торинянн остров Йеро от Канарските острови.
- крайна източна точка – континентална (42°19′10″ с. ш. 3°19′20″ и. д. / 42.319444° с. ш. 3.322222° и. д.), нос Креус, на брега на Средиземно море; островна (39°52′38″ с. ш. 4°19′41″ и. д. / 39.877222° с. ш. 4.328056° и. д.), нос Есперо, на брега на остров Менорка от Балеарските острови.

Голяма част от бреговете на Испания са слабо разчленени. Бреговете на Бискайския залив са планински, стръмни, скалисти с множество малки заливчета. На северозапад, в Галисия преобладават стръмните брегове от риасов тип. На югозапад бреговете са пясъчни, лагунни и маршеви, ниски и плоски по цялото крайбрежие на Кадиския залив. Бреговете на Средиземно море са предимно абразионни и абразионно-акумулативни, на места планински и предимно праволинейни. Река Ебро и редица по-малки реки образуват делти.

## Релеф
Повече от 65% от територията на Испания е разположена над 500 m н.в., в т.ч. повече от 25% – над 1000 m. Максималната височина на страната е връх Муласен – 3478 m, издигащ се в планината Сиера Невада в южната част на Испания. Общият план в строежа на релефа съответства основно на геоложките тектонски структури. Северозападите, западните и централните части на страната са заети от плата и средновисоки планини, формирали се на мястото на епихерцинските платформи. Северните, източните и южните периферии на полуострова представляват младо нагънати планини и акумулативни равнини, свързани с предпланинските потъвания. Широко са разпространени високи платообразни равнини и плата (основно платото Месета) с височина 800 – 1000 m на северозапад (в Стара Кастилия) и 500 – 600 m на югоизток (в Нова Кастилия), над повърхността на които са възвишават островни планински масиви с остатъчен или блоков произход. Между платата в Стара и Нова Кастилия от югозапад на североизток се простира система от кулисообразно разположените нагънато-блокови и блокови хребети на Централните Кордилери, характеризиращи се със заравнени била, плоски върхове и стръмни склонове. В северозападната част на страната са разположени Галисийския масив и планините на Леон, които са силно разчленени от разломи със заложени в тях дълбоки речни долини. Покрай Бискайския залив се простират Кантабрийските планини, преминаващи на изток в мощната система на слабо разчленените Пиренейски планини (височина до 3404 m, пик Ането), характеризиращи се със своя планинско-ледников релеф. От юг Пиренеите са ограничени от тясната Арагонска равнина с река Ебро, южно от която се издигат Иберийските планини. В североизточната част на страната, между Пиренеите и долното течение на река Ебро са простират Каталонските планини, силно разчленени от дълбоки речни долини. Южните и югоизточни части на полуострова са заети от Андалуските планини, съставени от редица хребети, в т.ч. планината Сиера Невада, между които са разположени многочислени вътрешнопланински котловини. На югозапад се простира алувиалната Андалуска низина – най-обширната в Испания, имаща слабо хълмист релеф в северните и североизточни части в близост до планините и слабо разчленена повърхност край Кадиския залив.

## Геоложки строеж, полезни изкопаеми
Главно значение в геоложкия строеж на Испания заемат протерозойските и палеозойските нагънати комплекси на Иберийската Месета, препокрити на изток от мезо-кайнозойски платформен чехъл. На север Иберийската Месета се огражда от южния край на Пиренеите, а на юг – от веригата на Андалуските планини (Бетските Кодилиери). В Иберийската Месета се открояват 3 тектонски зони. Северната, обхващаща Кантабрийските и Иберийските планини е възникнала на мястото на геосинклинално потъване и е изпълнена с мощни теригенни наслаги от ранния палеозой, карбонатно-теригенни наслаги от средния палеозой и (в Астурийския басейн) карбонски въгленосни слоеве, като основното нагъване се отнася към края на карбона, т.нар. астурийска фаза. Централната зона, простираща се през Галисия и Кастилия, отговаря на древно геоантиклинално издигане, пронизано от гранити, като голямо значение тук има камбрийското (сардинско) нагъване. Южната геосинклинална зона (планината Сиера Марена) е изградена предимно от продукти на подводен вулканизъм и грауваки. Тя е изпитала силен натиск и нагъване през средата на девона. В мезокайнозойския платформен чехъл, образуван от карбонатни наслаги в басейна на река Ебро се появяваг флишеви и моласови слоеве, които през олигоцена (т.нар. пиренейска фаза) са подложени на интензивно нагъване. Бетската Кордилера се състои от серии от тектонски покривки, преместени на север. Вътрешните покривки са изградени от палеозойски метаморфни скали, а външните – от мезозойски, палеогенски и долномиоценски карбонатни скали.
Значителните рудни находища на север и юг в Испания са свързани с палеозойските комплекси и гранити. Най-забележителен е южния руден пояс, привързан към среднопалеозайските ефузивно-теригенни слоеве и херцинските гранити в Сиера Морена и Уелва. Към него се отнасят големите медни залежи, хидротермалните находища на живак и оловни-цинковите руди. Най-големи находища на желязна руда има в Галисия, Астурия, Леон, Биская, Сантандер, Гранада, а пирити – най-големи в Уелва и Севиля, по-малки – в Мурсия и Астурия. Всички те съдаржат до 10% мед. Най-богатите в света запаси от живак са съсредоточени в района на Алмаден (провинция Сюдат Реал). Находища на оловно-цинкови руди има в провинциите Хаен (Линарес, Ла Каролина) и Мурсия (Картахена, Масарон), а също в Сантандер (Реосин и Рейноса) и др. Значителни са запасите от уранова руда, по които Испания заема 6-то място в света и 2-ро в Европа. Основните уранови находища се намират в провинциите Саламанка, Касарес, Бадахос, Хаен и Лерида. Волфрамови и калаени руди има в Галисия и провинциите Саламанка и Касерас. В Испания има и находища на злато, среброь арсен, манган. От нерудните полезни изкопаеми най-известни са калиевите соли (карналит и силвинит), залягащи в долината на Ебро, каолин и апатит. Местните енергийни ресурси се основават предимно на запасите от въглища. Въглищните басейни съдаржат малко количество пластове със слаба мощност, големи наклони и са силно дислоцирани, което затруднява механичният им добив и ги правят слабо рентабилни. Около 90% от добива на въглища, който към 2021 година e в процес на пълно прекратяване, се извършва в басейните в Астурия, Леон и Паленсия.

## Климат
Северозападните и северните части на страната се характеризират с умерен океански климат с обилни валежи (1000 – 2000 mm годишно), мека зима и топло лято. В крайбрежните райони средната януарска температура е 7 – 8°С, а средната юлска – 18 – 20°С. В планините, особено в Пиренеите, на височина над 2500 m температурата през зимните месеци е отрицателна, а през летните е от 10 до 12°С. В останалите райони на Испания климатът е субтропичен, средиземноморски с горещо сухо лято и мека влажна зима. Средната януарска температура е от 4 – 5°С на платото Месета до 12 – 13° на юг, а средната юлска – съответно от 23 до 29°С. Субтропичните райони се различават главно по количеството на валежите и продължителността на лятното засушаване. С особена сухота на климата се отличават централните, източните и югоизточни райони, където годишната сума на валежите се колебае от 300 mm (на места от 200 mm) до 500 mm. Значително по-голямо овлажняване имат западните и югозападните райони, а също и планинските територии. В испанската част на Пиренеите има незначително количество ледници с обща площ около 40 km².

## Води
Голяма част от реките на Испания имат предимно дъждовно подхранване и резки сезонни колебания на оттока, със зимно-пролетен максимум и летен минимум, когато големите реки силно намаляват, а малките пресъхват. Само на север и северозапад реките са пълноводни целогодишно и с относително равномерен сезонен отток. В Пиренеите, Андалуските планини и частично в Централните Кордилери дъждовното подхранване на реките се допълва със снежно. Най-големите реки отнасящи се към водосборния басейн на Атлантическия океан са: Тахо, Дуеро, Гуадиана, Гуадалкивир, а към водосборния басейн на Средиземно море – реките Ебро, Хукар, Сегура. Повечето от големите реки пресичат участъци с прагове, което заедно с лятното маловодие възпрепятства корабоплаването. Водите на реките в Северна Испания се използват предимно за енергийни цели, а останалите – главно за изкуствено напояване, като на много от тях са изградени големи язовири. Испанските езера са малко и са разположени предимно в планините.

## Почви и растителност
Северните и северозападните райони на Испания са покрити листопадни широколистни гори съставени от дъб, бук, кестен, с някои представители на вечноселената растителност в подлеса, развити върху планински кафяви горски почви. По горните части на склоновете те се сменят с иглолистни гори съставени от бор и ела върху планински подзолисти почви. В Пиренеите горната граница на гората преминава на височина от 1800 до 2100 m, а нагоре е разположен пояса на субалпийската и алпийска тревиста и храстова растителност върху планинско-ливадни почви. Останалите райони на Испания са представени от средиземноморски тип растителност, развита върху субтропични типични и излужени почви, често характеризираща се със значителна каменистност. Тук растат ксерофитни гори от вечнозелени дъбове (корков, каменен и др.), борове (алепски, пинии), кипарис, а също и някои листопадни дървета (кестен, клен, липа), храстови и полухрастови формации (маквис в по-влажните места, храстовидна мащерка, гарига в по-сухите места). Най-засушливите места на платото Месета и югоизточното крайбрежие са покрити с тревисто-храстова растителност (тамариск, розмарин, тамян, испанска драка и др.), развита върху сиво-кестеняви почви, понякога и солончаци. В крайния юг на страната се срещат малки горички от нискоразвиващата се палма хамеропс (единствената в Европа диворастяща палма). Долините на големите реки са заети от ливадна растителност развита върху тъмноцветни алувиални почви.

## Животински свят
Фауната в северните и северозападните райони на Испания е близка до средноевропейската. Тук обитават лисица, пор, кафява мечка, бурсук, каменен козел, сърна. В останалите райони преобладава средиземноморската фауна с голямо количество ендемични видове и представители на фауната от Северна Африка – вивера, испански заек, алжирски таралеж. Около Гибралтар се срещат макаци, единствените в Езропа представители на маймуните. В страната има около 400 вида птици, в т.ч ендемични (червена патица, синя сврака) и многочислени гущери и змии. В моретата, миещи бреговете на страната има разнообразни риби, в т.ч. тон, сардина и треска имащи важно промишлено значение.

## Природни райони
В зависимост от геоложкия строеж, релефа, климата, почвите и растителността територията на Испания се поделя на 7 природни района:
- Галисия и Кантабрийски планини – район с влажен океански климат, пълноводни реки и широколистни гори;
- Пиренеи – мощна планинска система с най-пълната в Испания височинна ландшафтна поясност, с преобладаване на широколистните и иглолистните гори, а на юг и югоизток е разпространена и средиземноморска растителност;
- Плато Месета – обширно плато, заемащо централната и западна част на Пиренейския полуостров (около 60% от територията на страната), със засушливи равнини покрити с ксерофитни средиземноморски храсти и тревисти формации. Разположените околовръст нагъното-блокови планински хребети са по-влажни и на места обезлесени;
- Източно Средиземноморско крайбрежие и Балеарски острови – район характеризиращ се с горещ климат и различни варианти на средиземноморски гори и храсти;
- Андалуски планини – климатът на запад и север е влажен, а на юг и изток сух с ясно изразена височинна ландшафтна поясност от средиземноморски тип;
- Андалуска низина – район с най-горещия климат в Испания и малки маквисови горички;
- Канарски острови – архипелаг с вулканичен релеф, океански климат и растителност и голямо количество североафрикански видове растителност и животински свят.[2]